# 森特勒爾 (加利福尼亞州優洛縣)
森特勒爾（英語：Central）是位於美國加利福尼亞州優洛縣的一個非建制地區。該地的面積和人口皆未知。

## 地理
森特勒爾的座標為38°23′34″N 122°34′23″W / 38.39278°N 122.57306°W，而該地的平均海拔高度為1米（即3英尺）。